# Сваричів
Сва́ричів — село в Рожнятівській селищній громаді, Калуського району, Івано-Франківської області.
Розташоване село Сваричів над річкою Лімницею, притокою Дністра на відстані 4 км на північний схід від центру громади Рожнятова. Загальна кількість жителів — 4050 чол. Загальна площа села — 3 093 га.
Історія Сваричева сягає в давнину. При в'їзді в село Сваричів знаходиться пам'ятний знак: село Сваричів (1380—1987). Він був споруджений на честь 600-річчя села.

## Походження назви
Одна сільська легенда розповідає, що татарська орда, нападаючи на край, ніде не мала спочинку. Люди ховались в лісах і мстили ординцям. Вони нищили обози, вбивали людей і коней.
Одного разу, повертаючись із грабіжницького набігу, татарська орда зупинились на відпочинку у тому місці, де згодом було засновано село Сваричів. Раптом на орду, що відпочивала, напали невідомі сміливці. Вони накинулись на ординців. Оціпенілі від страху татари кинулись тікати.
Згідно з легендою, рештки орди зупинились аж за 20-30 км від того місця. На смерть загнавши коней і прийшовши часом до тями, татари між собою сварились. Пізніше, як повідомляє легенда, на тій поляні, де свого часу сварились недобиті татари було засновано село й у пам'ять про цю подію, його ніби-то було названо Сваричів. Звичайно, що ця легенда про походження назви села Сваричів не має під собою ніяких достовірних наукових обґрунтувань.
За словами краєзнавців походження назви с. Сваричів слід пов'язати із старовинним ім'ям Сварич, яке є усіченою і похідною формою таких складних імен як Сваромир, Сварослав. Існували також імена Свар, Сварко, Сварило — всі вони похідні від складних імен.
За свідченням літописців, 1254 року князь Данило Галицький разом із братом своїм князем Васильком та синами своїми Левом, Романом і Сваромиром (Шварном) розгромили багатотисячну орду татарського намісника хана Куремси. Отже, маємо незаперечливі докази про існування особової назви Сваромир, від якого походить ім'я Сварич та назва населеного пункту Сваричів.
Філологи доводять, що назва села пов'язана з професією зварич (так називались люди, які виварювали сіль), і первісна назва села Зваричів трансформувалась згодом у Сваричів.

## Історія
Поняття дати заснування села недоречне, бо в Галичині зручні місця були зайняті осідлими землеробами кілька тисяч років тому, коли ще не було писемності, а тому така дата не могла зберегтися.
Тому користуємося датою першої наявної письмової згадки про Сваричів.

### Під польським пануванням
В середині XIV ст. Сваричів, як і всі галицькі землі, був загарбаний Польським королівством. Тут було утворено так зване «Руське королівство», перейменоване в середині XV ст. на Руське воєводство.
13 листопада 1387 року король Владислав II Ягайло підтвердив Іванові і Бочкові Волохам і їх нащадкам володіння селом Сваричів у повіті Жидачівському. Згадується село 1 травня 1447 року в книгах галицького суду.
У податковому реєстрі 1515 року в селі документується піп (отже, уже тоді була церква), млин і 5 ланів (близько 125 га) оброблюваної землі в оренді Раська та ще 5 ланів — у Стецька.
На наші землі ринула польська шляхта. Наділена королівськими привілеями, вона заволоділа всіма селами. На початку XV ст. князь Федір Ольгердович видав акт відносно проведення межі між селами Сваричів і Тужилів. В документах 1518 р. зберігся такий запис: «В Жидачеві 27 грудня 1518 р. Федір Ольгердович затвердив, що Топільський монастир і Чорний ліс за річкою Лімницею належить до Сваричева.»
В час панування польської шляхти селяни Сваричеві жили у великих злиднях і бідноті. Якщо в XIV ст. селяни відробляли панщину 14 днів на рік, то з середини XV ст. — 56 днів на рік. Крім того, селяни сплачували чинне (податок) грошима (від 8 грошів до 1 гривня від кожного селянського двору) і виконували натуральний податок (від кожного двору по 2 мірки жита або вівса, 12 курей, 12 яєць).
Тяжке соціально економічне становище посилювалося і національно-релігійним гнобленням. За таких умов селянство не могло жити, не протестуючи. Форми протесту були різними: скарги на феодалів, втеча від гнобителів, відмова працювати на пана. Були активніші форми — це захоплення у шляхти земель, лісів, вбивства феодалів, підпал маєтків.
В 1648 році під впливом подій національно-визвольної війни, на Калущині утворився досить великий повстанський загін, куди входили і жителі нашого села. Повстання тривало протягом 3 місяців: жовтня, листопада і грудня. Легко розправившись із місцевою шляхтою в Калуші, загони Івана Грабовецького і Дунця розбили двір Войцеха Сваричовського у Сваричеві та вирушили на штурм Рожнятівського замку. Дорогою повстанці зруйнували маєток Андрія Сваричевського в Топільську і Самуїла Понятовського в Креховичах. Далі взяли замок Яблоновських у Перегінську. Очистивши від шляхти Рожнятівщину, повстанці пішли на Долину.
Після відступу Б.Хмельницького, над учасниками повстання почалися жорстокі розправи (у Центральному державному архіві у місті Львові зберігалися скарги з тих часів від шляхтичів, які були подані у відповідні суди для винесення покарання повстанцям). В Галицькій гродський суд поступила була скарга від Анни Яблонської про напад селян Сваричева на замок у Перегінську. У цей час же суду скаржились і Войцех Сваричевський та Христофор Вишневський про бунт селян, які знищили майно і будинки в селах Сваричева і Липовиці. Суди виносили суворі вироки і учасників повстання карали цілими родинами, сім'ями. Як писали згодом історики, селянські виступи на Прикарпатті були потоплені в крові.
Багато в селі околиць і мальовничих куточків. Одним із них є урочище Підмонастир. Колись тут знаходився давній Василіанський монастир. За легендою з Василіанського монастиря до Рожнятова, до замку графа Скарбка було проведено підземний прохід. В 1744 році монастир був прилучений до Гошівського монастиря. Тодішні власники села Ігнатій та Данило Сваричевські допомагали монахам, виділяли гроші на ремонт. Вони в 1754 році видали акт про охорону монастиря. Але зберегти монастир не вдалося. В 1789 році його було знесено. Зараз на цьому місці побудовано і освячено пам'ятний знак.

### Австрійська держава
В 1772 р., внаслідок першого поділу Польщі наші землі перейшли під владу Австрії (з 1867 р. — Австро-Угорщини). У 1786 р. в селі було 205 хат і 1107 мешканців. У 1880 році було 386 будинків і 1932 мешканці в селі та 12 будинків і 70 мешканців на території фільварку (1791  греко-католик, 164 римо-католики, 37 юдеїв, 10 інших визнань; 1833 українці, 139 поляків, 30 німців).
За спогадами старожилів, зокрема Василя Кириловича Прокопіва (1877—1958 рр.) в 1890 р. був перепис населення. В селі було тоді 433 номери хат і 2126 жителів. В селі було 3 корчми, 4 млини. У поміщика Дідича було 4 будинки, 250 моргів лісу. Погано жилося у селі людям, бо не було де працювати. Село не було так розширене, як тепер. Під монастирем була корчма, млин разом з хатою мельника. Біля дороги, що веде в Брошнів, було 4 невеликі будиночки. В Польськім гаю було 6 хат. Ломенка була віддалена і виглядала, як чуже село. Дорога від Рожнятова до Сваричева була досить гарна, обабіч росли високі тополі. Наше село було видно досить далеко.
В 1848 р. в Австрійській імперії було скасована панщина. На честь цієї історичної події в нашому селі було споруджено пам'ятний хрест, який зараз знаходиться біля церкви.
Багато в нашому селі пам'ятних хрестів. Місцеві старожили розповідають про них дуже повчальні перекази. Ось один із них. За парканом подвір'я Сваричівської ЗОШ (старого приміщення) або як називають, у центрі Гирки, стоїть біля дороги нічим не примітний хрест. Але дбайливо огороджений, причепурений, він зупиняє невпізнаною силою майже кожного перехожого. Мовляв, стань подивись на мене зблизька. На хресті — табличка з написом «Цей пам'ятник встановлено на охорону села від всякого нещастя в 1863 році, відновлений в 1944 р., зруйнований в 1961 році, відновлений в 2000 р.» 1944 року довелося поставити новий хрест, оскільки попередній зогнив. Батько Розалії Шаранської привіз із лісу дуба, а Федір Мацевко обтесав його, зробивши новий хрест. А 1961 р. комуністи—атеїсти нищили церкви і знесли згаданий хрест. Привезли хрест в село і кинули на подвір'ї Шаранського. Районне начальство зобов'язало його спалити хрест. Але Розалія Шаранська сховала його до стодоли і там берегла до 2000 року. А 2000-го поставила пам'ятку біля школи. Розповідають, що хрест має чудодійну силу: скіпочка деревини з нього береже людину від лихого ока та лиха.

### Шкільництво
Про розвиток шкільництва в ті часи розповідає «Шематизм народних шкіл і учителів в єпархії Львівській» за 1866 р. Перша школа у Сваричеві згадується в 1832 році. Це було парафіяльна однокласна школа. Її відвідували переважно діти заможних селян. Навчання проводилося українською мовою. В школі вчили читати, писати, рахувати і Закону Божого. Діти не мали ні зошитів, ні книжок. Ходили до школи з табличками, на яких писали рисіками. Написане витирали шматкою і потім записували новий текст. Таблички вішались на шнурочок через плече. Навчання у школі тривало з 8 до 11 години (за старим часом). За непослух дітей били різками, ставили в куток на горох або кукурудзу навколішки. Спеціального приміщення не було, школа була розміщена у двох будинках.
З 1844 по 1858 рр. в нашому селі була тривіальна школа. Вчителем у цій школі був Станіслав Слонецький. З 1862 по 1892 рр. в нашому селі діяла народна однокласна школа (в одному класному приміщенні навчались діти різних років навчання), вчителями працювали Анджей Сметанський і Орест Хомчинський. У 1899 р. шкільна рада реорганізувала однокласну школу на двокласну (навчання проводилось у двох класних приміщеннях і необхідно було мінімум два вчителі), а в 1913 — на чотирикласну школу. З 1901 по 1939 р., майже 40 років, директором школи працював Іван Михайлович Мендюк.

### Просвітництво
8 грудня 1868 р. у Львові відбувся Перший Загальний Збір Товариства «Просвіта», на якому започатковано діяльність цієї громадської організації. Перші збори «Просвіти» в Рожнятові відбулися 22 лютого 1926 року. До Рожнятівської філії належало 15 читалень, в тому числі дві — у Сваричеві. Читальні «Просвіти» організовували курси для неписьменних, проводили вечорниці, ставили вистави і, крім того, створювали свої крамниці і позичкові каси.
У селі теж діяли філії товариства. Перша, організована в 1926 році в горішньому кінці, а друга створена в 1930-х рр. на Ломенці. Організаторами «Просвіти» в селі були три Василі Рибчаки: Василь Рибчак (Рідник) — голова «Просвіти», Василь Рибчак (Коструба) — секретар-бібліотекар, Василь Рибчак (дяк) — організатор драматичного гуртка, засновник чоловічого хору з 40 учасників під керівництвом Гната Ліщинського.
У читальні працював хор. Керував ним Гнат Ліщинський з Хотіня Калуського повіту, а дяк переписував ноти, партитури. В 1940 році Сваричівський просвітницький хор брав участь у районній олімпіаді в Долині і посів перше місце. Паралельно з хором працював і драматичний гурток. Перші драматичні вистави, які ставили односельчани — «Сватання на Гончарівці», «Дай серцю волю заведе в неволю», «Ой не ходи Грицю, та й на вечорниці». Вистави відбувались у стодолах, а в зимовий час — у читальні. В 1942 році під керівництвом отця Остапа Стернюка була поставлена вистава «Віфлеємська ніч». Великою заслугою о. Стернюка є те, що за його ініціативою і наполегливістю була створена електростанція в нашому селі, яка давала світло в церкву і хати.
У другій половині 1940-х рр. почалися масові арешти і багато активних просвітян опинилися в тюрмах, на засланні. 10 років відбував заслання в Караганді А. Ю. Шищак. В суворих умовах заслання йому вдалося організувати український хор, який у 1955 р. в Алма-Аті взяв участь у конкурсі.
Велику просвітницьку роботу в селі проводили сестри-монахині Пресвятої Родини, які жили при каплиці. Ця капличка була перевезена до нас у 1933 р. з села Іванівки розібраною і протягом 2-3 років відбудована. На її освячення приїжджав митрополит Андрей Шептицький (сьогодні ця капличка відбудована і діє — у ній веде відправи о. Роман для православної громади ПЦУ).
Монашки вчили дітей читати, писати, ставили вистави і виступали з концертами. Одну із сестер монахинь поховано в нашому селі. В 2001 р. до нас приїжджали сестри-монахині Пресвятої Родини, відвідали могилу своєї сестри і виступили з концертом.

### Перша світова війна
У 1914 р. на території села проходили воєнні дії. Внаслідок воєнних дій згоріло старе приміщення школи, навчання було перенесено у приміщення гміни. Старожили згадують: «Навчання починалося з 7 років. Сиділи всі в одному класі, рядами. Спочатку 2-3 класи, потім 4, 5 далі 6, 7 класи. Вивчали такі предмети: руська (тобто українська), польська мови, географія, природа, історія, арифметика, музика і співи. На перерві проводили гімнастику». Вчителем був Мендюк Іван. В школі навчалось 315 дітей.
Перша світова війна не принесла жаданої волі мешканцям Сваричева. Близько 100 жителів села брали участь у війні в австрійської армії. В селі було створено 2 загони січових стрільців. Це були найкращі представники села. На пам'ять про ці події в селі споруджено могилу січовим стрільцям.

### Друга світова війна

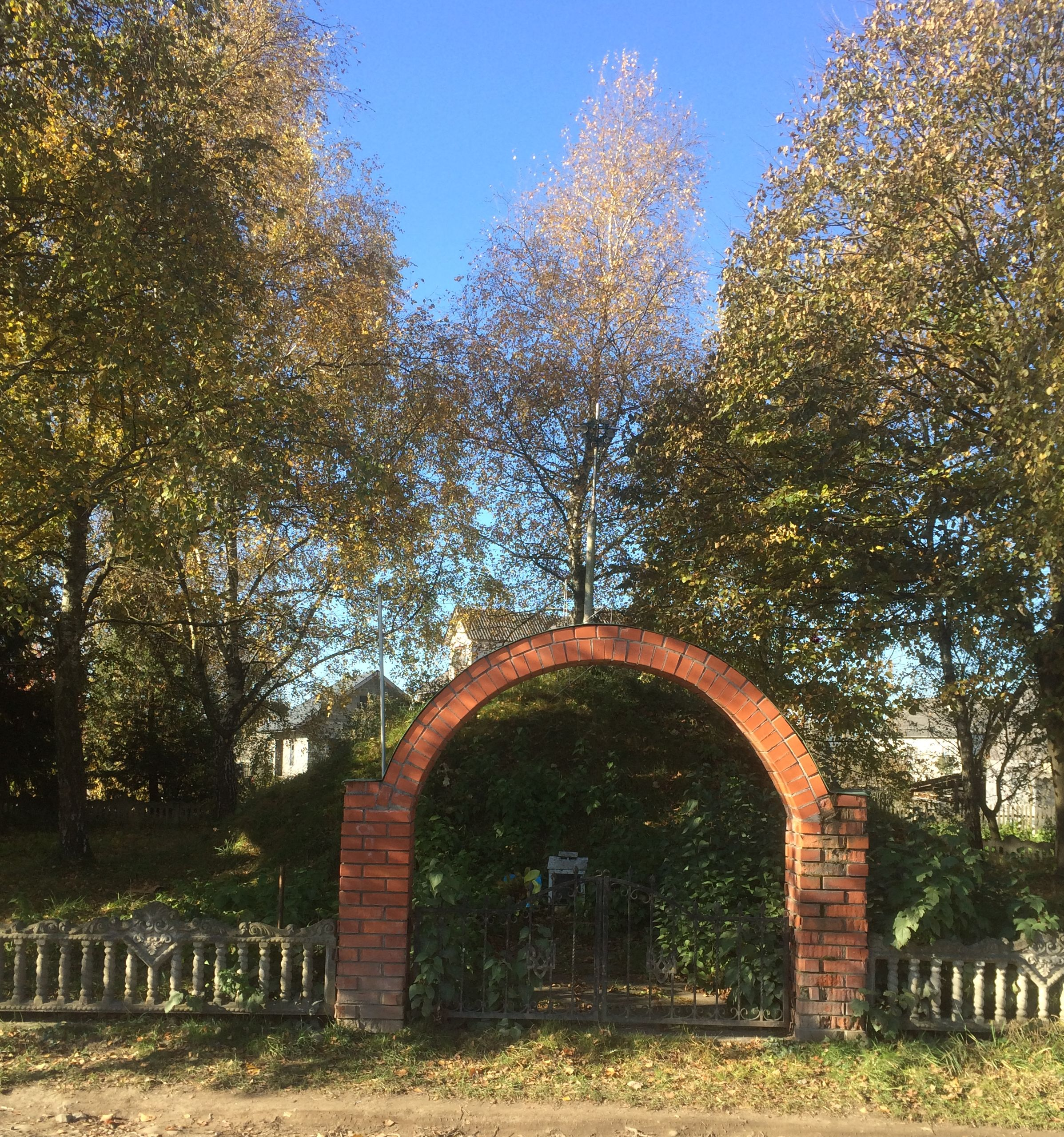
Могила борцям за волю України

На 1.01.1939 в селі проживало 3930 мешканців (3480 українців-грекокатоликів, 40 поляків, 380 українців-римокатоликів, 20 євреїв і 10 німців та інших національностей).
22 вересня 1939 року більшовики ввійшли в Рожнятів. Жителі краю думали, що покращиться їхня доля, бо з'єднався навіки український народ. Але вже незабаром більшовики приступили до розтерзання Західної України. Було закрито всі філії «Просвіти», багато людей було вислано на заслання. Так зване «визволення» — одна із найтяжчих сторінок історії краю і села.
Указом Президії Верховної Ради УРСР 23 жовтня 1940 р. Сваричівську сільську раду передано з Долинського району до Рожнятівського.
1 липня 1941 р. в Рожнятів вступили гітлерівці. Для жителів нашого села настали важкі часи. Нацисти забирали м'ясо, молоко, зерно. До Німеччини із села було вивезено 175 осіб.
У центрі села височіє пам'ятник вдячності воїнам, які виганяли німців і загинули у липні 1944 р. Щороку, в день 9 травня, приходять сюди однополчани та жителі села, щоб вшанувати їх пам'ять. 630 жителів села насильно мобілізовані в Червону армію, 77 із них нагороджені орденами і медалями, а 180 — загинули на війні. У «Книзі пам'яті України» наведено прізвища 125 із тих, які загинули або пропали безвісти в роки Німецько-радянської війни.
За даними облуправління МГБ у 1949 р. в Рожнятівському районі підпілля ОУН найактивнішим було в селах Сваричів, Нижній Струтинь і Цінева.
Самовіддано в роки 2 світової війни воювали оунівці. Вони загинули, бажаючи встановлення незалежної України. Пам'ятний хрест у селі встановлено на честь одного з них — Ярослава Косарчина, який трагічно загинув тут 13 грудня 1951 р. Родом він із Бучача Тернопільської області. Народився 1919 р., закінчив гімназію. Потім було навчання у Львівському університеті. Від весни 1944 р. він у лавах УПА. Там закінчив старшинську школу «Олені — 1» (квітень- червень 1944), понад сім років боровся з ворогами України. В 1944—1945 рр. він, «Байрак», командував калуським тактичним відтинком — 23 «Магура». П'ятеро повстанців, серед них «Байрак» прибули до Сваричеві темної ночі з 12 на 13 грудня 1951 р. Їх зустріли на околиці села референт районного проводу Рожнятівщини «Нестор» з охоронцем і станичний села Василь Гулянич «Горбок». «Нестор» мав в Сваричеві окрему криївку, в ній переховувалися протягом кількох місяців. Про криївку під хатою кривої Ковальки, крім станичного Гулянича не знав ніхто. Туди «Горбок» і привів повстанців з «Байраком». Вхід до криївки від подвір'я був старанно замаскований. Василь Гулянич пообіцяв прийти наступної ночі з грішми і харчами для подальшого походу повстанців до Чорного лісу. Але це була пастка. Василь Гулянич «Горбок», як пізніше вияснилося, був зрадником. Через 3 години криївка з повстанцями була оточена енкаведистами, що прибули на автомобілях з Брошнева. Енкаведисти обступили подвійним кінцем центр Сваричева і запропонували повстанцям здатися. Повстанці спалили всі підпільні документи і з вигуками: «Слава Україні!» підірвалися гранатами.
Крім Ярослава Косарчина, відомо прізвище ще одного загиблого повстанця Володимира Фрайта («Жар», «Карб», «Роман»), референта пропаганди Калуського окружного проводу ОУН. Народився Володимир в 1911 р. на Дрогобиччині. Закінчив агрономічну школу (1935), був активістом товариства «Сільський господар». Прізвища ще трьох повстанців невідомі.
Понівечені тіла повстанців енкаведисти вийняли з криївки і кинули у сніг при центральній дорозі. Опісля вивезли в невідомому напрямку. Пам'ятний хрест героям-воїнам УПА Ярославу Косарчину та його побратимам було освячено 14 жовтня 1998 року і щороку сюди приїжджають воїни УПА, щоб ушанувати пам'ять своїх друзів.
У селі потрапили в оточення повстанці «Нестор» і Микола Сагайдак(«Дуб») попри те, що були втомлені, почувши постріли, скочили на ноги, навчені за роки партизанської боротьби пробуджуватись від найменшого шелесту. Кинувшись на гору, побачили, що оточені і до хати прямують вороги, а запасний вихід перекрито. Дуб з Нестором побачили, що побратими на протилежному боці прийняли смерть. Через хвилину вони почули наказ здатись. Нестор застрелився, а Дуб підірвався гранатою. Був важко поранений. Йому відірвало руку і посікло осколками ногу. Закривавлене, понівечене тіло Миколи витягли на подвір'я, кинули на фіру і повезли до Рожнятова. Там страшно били, примушували видати тих, хто був на волі. Але Сагайдак нікого не зрадив. Побачивши, що ніякі тортури не заставлять Миколу скоритися, кати відрубали йому ногу. Він залишився без лівої ноги і правої руки. Відбув 10 років знущань і поневірянь. Сидів в тюрмі разом із кардиналом Йосипом Сліпим. Через 15 років повернувся на батьківщину і таємно в Кадобному зробив надгробок своєму товаришу «Нестору». Помер Микола Сагайдак 11 жовтня 1986 р. на 55 році життя.

### Сучасність
За даними Всеукраїнського перепису населення 2001 р. Сваричів займає третє місце в районі після Перегінського і Брошнева Осади за кількістю населення — тут проживає 5037 осіб. Серед проблем, які довгий час турбували мешканців села, було основних дві — відсутність природного газу і потреба в новій просторій школі. Обидві проблеми почали вирішуватись ще за часів СРСР. Правда, з газифікацією села справи пішли краще, а от школа … Її почали будувати. Та згодом, коли на деякі керівні посади прийшли не ґазди, а політики, і на спорудження школи, як і на чимало інших потрібних справ, махнули руками, мовляв, не для нас ця робота, дійшло вже до того, що з будови почали розтягувати хто що може…
У 2003 році з ініціативи депутатів обласної ради від району — голови РДА В. А. Семковича, начальника відділу освіти РДА О. Й. Слабіноги, директора ЦБС М. В. Рибчак (уродженка і жителька Сваричева) та голови районної ради В. Б. Семка вирішено було не тільки продовжити будівництво школи, а й зробити все можливе, щоб вона стала до ладу 1 вересня 2004 року. Хтось вірив у це, хтось — ні, кажучи при цьому, що в нову школу можуть піти хіба що його онуки.
Але наполегливість керівників району та будівельників узяла верх. А ще надзвичайно багато роботи виконали вчителі, батьки та учні, готуючи до новосілля навчальний заклад.
1 вересня 2004 у Сваричеві відкрито школу I—III ст. на 864 учнівські місця (попередня була відкрита в 1939 році).
У жовтні 2007 року село відзначало свою 620-у річницю. Воно — найбільше за кількістю населення серед сіл Рожнятівщини.

### Соціально-економічний розвиток

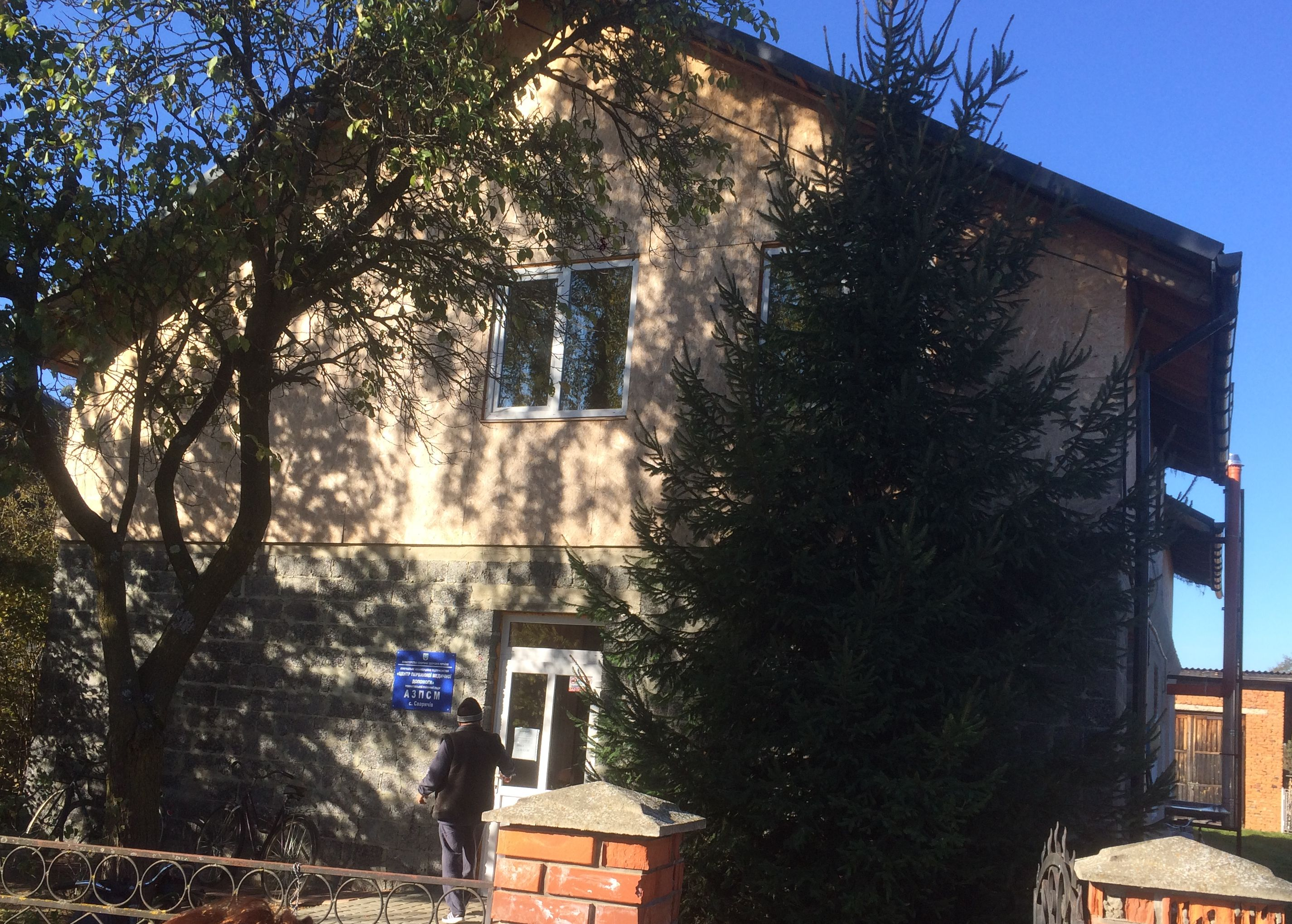
Лікарська амбулаторія

За роки незалежності України у Сваричеві сталися великі зміни. З ліквідацією колишнього колгоспу і зменшенням робочих місць на промислових підприємствах Брошнева Осади (тут працювало кілька сотень сваричівців) постала проблема працевлаштування місцевих мешканців. Почали виникати різноманітні приватні підприємства, заявили про себе ініціативні фізичні особи. На кінець 2005 р. кількість об'єктів Єдиного державного реєстру підприємств та організацій Сваричеві становила 20 одиниць, з яких 50 відсотків — приватної форми власності.
В плані соціально-економічного розвитку села на 2006—2008 були заплановані будівництво газової заправки, станції технічного обслуговування, склад будівельних матеріалів, птахоферми; газифікації вулиць Молодіжна, Новоселиця, Лесі Українки, здача їдальні в ЗОШ I—III ступенів.
На території сільської ради знаходиться Чечвинське водосховище, яке стане джерелом енергії для гідроелектростанції.
У 2025 р. встановлена сонячна електростанція 7 кВт на амбулаторії загальної практики-сімейної медицини.

## Релігія
Церква села (без назви) вперше згадується 1685 року про сплату 5 злотих катедратика (столового податку), надалі (як церква Воскресіння Христового) — у реєстрі духовенства, церков і монастирів Львівської єпархії 1708 року та пізніших документах.Православна церква Введенія в храм Пресвятої Богородиці (1804 р.)]]
За документами архіву й довідковою літературою у с. Сваричів зафіксована парохіяльна дерев'яна церква Воскресіння Христового, збудована коштом греко-католицької громади в 1840 р. На 1932 р. парохія налічувала 3035 греко-католиків (парохом був Є.Чубатий), 615 латинників (вони мали свій костел), 25 євреїв, 15 німців.
Історичним пам'ятником минулого є римо-католицький костел, збудований в XVII ст. В 1939 р., коли в наш край прийшли більшовики, його було переобладнано на зерносховище для місцевого колгоспу. В роки II світової війни костел працював. Сюди приїжджав священик із Рожнятова і відправляв службу.
У 1944 році, коли наступали радянські війська, то в костелі, біля хрестів німці розмістили гармати і вели оборонні бої. В 1957 р. в селі було створено колгосп «Радянська Україна» і тут було розміщено зерносховище. В 1995 р. на місці костелу утворено греко-католицьку церкву.

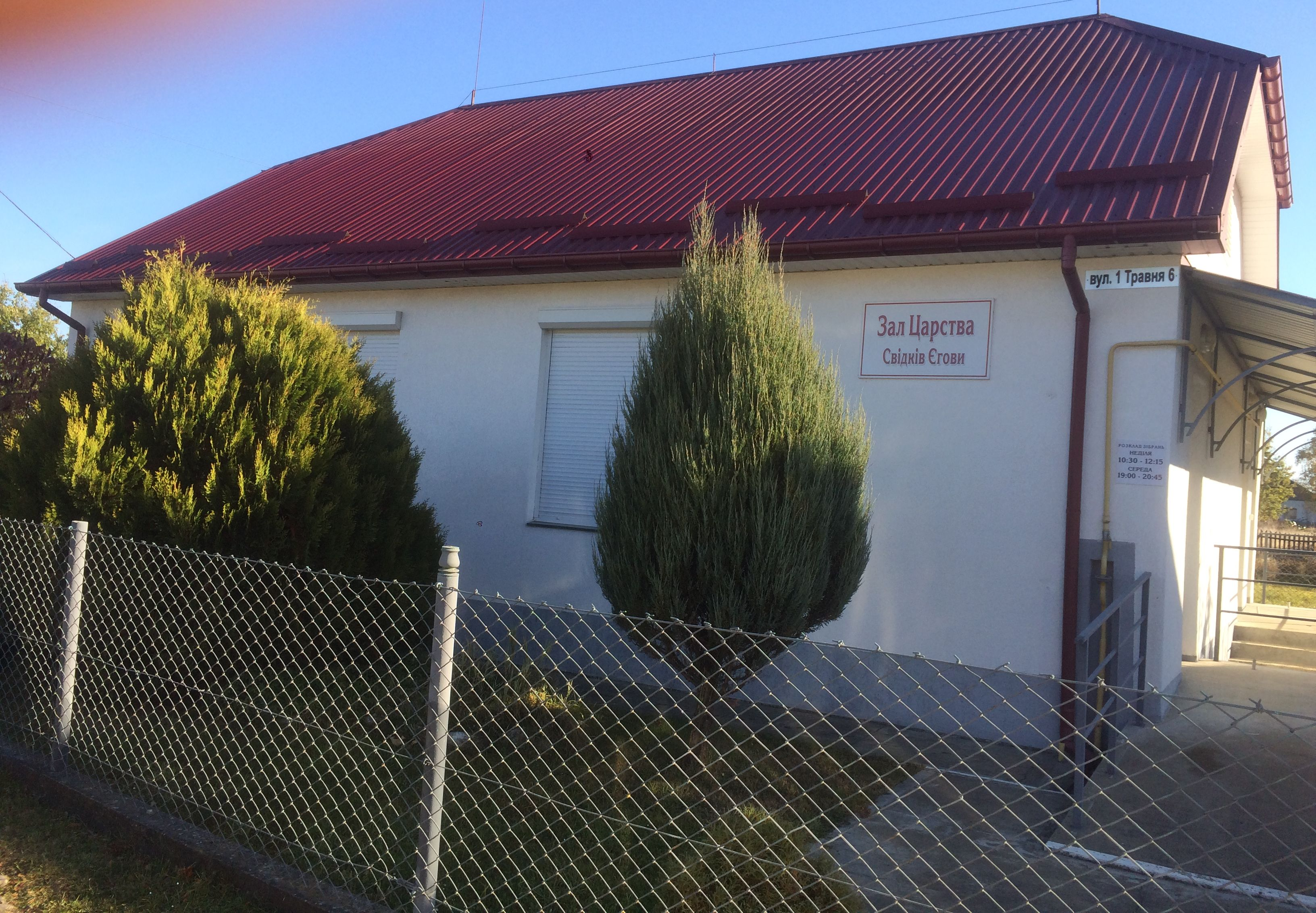
Зал Царства Свідків Єгови

У селі є чотири культові споруди громад — дві православні ПЦУ, одна — греко-католицька і одна — «Свідків Єгови».

## Населення

### Мова
Розподіл населення за рідною мовою за даними перепису 2001 року:
| Мова       | Кількість | Відсоток |
| ---------- | --------- | -------- |
| українська | 5023      | 99.68%   |
| російська  | 15        | 0.30%    |
| румунська  | 1         | 0.02%    |
| Усього     | 5039      | 100%     |

## Люди, пов'язані зі Сваричевом
Народилися: виросли і приносять йому славу:
- Василь Миколайович Волощук — скрипаль, артист вокального жанру, заслужений артист України, лауреат багатьох всеукраїнських конкурсів і фестивалів.
- Галина Петрівна Павлів — заслужений майстер народної творчості України.
- Марія Василівна Рибчак — заслужений працівник культури України.
- Орися Василівна Марчук — прокурор Тисменицького району.
- Василь Михайлович Сеничак — заслужений енергетик Укргідроенерго.
- Андрій Мацевко — народний артист України, легенда шоу Голос країни

## Народилися
- Микола Казюк — доброволець, загинув 1 квітня 2022 року на війні проти російських окупантів у Запорізькій області.[14]
- Володимир Калиній  «Артем» (*1923 — †6.09.1945, с. Підгірки) — провідник ОУН надрайону Калуш-Долина-Рожнятів[15].
- Kristonko (нар. 2000) — українська музикантка, співачка, блогерка[16].
- Олег Лисевич — боєць 81-ї окремої аеромобільної, загинув 6 липня 2016 під Авдіївкою в бою з російськими окупантами[17]

## Померли
- Богдан Яцків (1919 — 6 березня 1949) — референт СБ Карпатського крайового проводу ОУН, лицар Бронзового хреста заслуги УПА.[18]
- Ярослав Косарчин (1919 — †13 грудня 1951, Сваричів) — військовий і політичний діяч, сотник, командир тактичного відтинка УПА ТВ-23 «Магура» (1945—1949), крайовий провідник ОУН «Карпати» (1949—1951).
- Володимир Фрайт (1911 – 13.12.1951) — член Карпатського крайового проводу ОУН, лицар Бронзового хреста заслуги УПА.